# Paniz Zade
Paniz Zade (persisch پانیذ زاده, * in Teheran, Iran) ist eine kanadische Schauspielerin.

## Leben
Paniz Zade wurde in Teheran geboren. Im Alter von zehn Jahren zog sich mit ihren Eltern ihrer Schwester nach Kanada.
Eine ihrer ersten Rollen war im Film Fifty Shades of Grey – Gefährliche Liebe, wo sie die Rezeptionistin in einem Hotel spielte. Im Anschluss war sie als Gastdarstellerin in den Serien Slasher, The Handmaid’s Tale – Der Report der Magd und Tracker zu sehen. Ab 2020 wirkte sie zunächst in Nebenrollen, später auch in Hauptrollen, in mehreren Fernsehfilmen, wie dem Weihnachtsfilm Dashing Home for Christmas, dem Thriller I Won’t Let You Go und den Liebeskomödien Luckless in Love – Der Dating Blog und Laughing All the Way mit.
Zade studierte an der Simon Fraser University in Burnaby und hat einen Bachelor in Politikwissenschaften und Kommunikation.

## Filmografie
- 2016: Motive (Folge 4x02)
- 2017: Fifty Shades of Grey – Gefährliche Liebe (Fifty Shades Darker)
- 2017: Arrow (Folge 6x04)
- 2019: Coroner – Fachgebiet Mord (Coroner, Folge 1x02)
- 2019: Slasher (3 Folgen)
- 2019: Hudson & Rex (2 Folgen)
- 2019: Blood & Treasure – Kleopatras Fluch (Blood & Treasure, Folge 1x11)
- 2019: The Handmaid’s Tale – Der Report der Magd (The Handmaid’s Tale, Folge 3x11)
- 2020: Weihnachtszauber auf Bestellung (The Santa Squad, Fernsehfilm)
- 2020: Dashing Home for Christmas (Fernsehfilm)
- 2020: Christmas in the Rockies (Fernsehfilm)
- 2022: I Won’t Let You Go (Fernsehfilm)
- 2023: Luckless in Love – Der Dating Blog (Luckless in Love, Fernsehfilm)
- 2023: A Match for the Prince (Fernsehfilm)
- 2023: Laughing All the Way (Fernsehfilm)
- 2024: Tracker (Folge 1x01)